# حاء
الحاء «ح» هو الحرف السادس (6) بالترتيب الهجائي والثامن (8) بالترتيب الأبجدي من حروف الأبجدية العربية. تلفظ [ħ] بصوت حلقي احتكاكي مهموس، ومخرجه من أوسط الحلق. قيمته تساوي (8) في نظام حساب الجمل.
| حيط الفينيقي | حَوت الجعزي | حِيت العبري | حاء العربي | حِيث السرياني | حِيث الارامي | حِي السامري |
| 𐤇            | ሐ          | ח          | ح          | ܚ            | 𐡇           | ࠄ          |

## حاء العربية

### الرسم
| الموقع من الكلمة: | معزول | بدائي | وسطي | نهائي |
| ----------------- | ----- | ----- | ---- | ----- |
| شكل الحرف:        | ح     | حـ    | ـحـ  | ـح    |

## في اللغات الأخرى
- يقابلها حرف يُكتب x في اللغة الصومالية.[بحاجة لمصدر]